# يوشيكي يوشينو
يوشيكي يوشينو (باليابانية: 吉野 喜貴) (8 نوفمبر 1988 في شيزوكا في اليابان – )؛ هو لاعب كرة قدم سابق كان يلعب كلاعب وسط.

## وصلات خارجية
- يوشيكي يوشينو على موقع رابطة كرة القدم اليابانية للمحترفين (اليابانية)